# Teorema di Sylvester
In algebra lineare il teorema di Sylvester permette di classificare i prodotti scalari su uno spazio vettoriale di dimensione finita tramite un invariante numerico che nel caso reale è la segnatura mentre nel caso complesso è il rango.

## Il teorema
Sia {\displaystyle V} uno spazio vettoriale di dimensione n sul campo {\displaystyle K} dei numeri reali o complessi, sul quale è definito un prodotto scalare {\displaystyle \phi }, ovvero una forma bilineare simmetrica. 
Due prodotti scalari {\displaystyle \phi } e {\displaystyle \psi } sono detti isometrici (o congruenti) se sono collegati da una isometria, ovvero se esiste un automorfismo {\displaystyle T:V\to V}, cioè una trasformazione lineare biunivoca, tale che:
{\displaystyle \phi (\mathbf {v} ,\mathbf {w} )=\psi (T(\mathbf {v} ),T(\mathbf {w} ))\quad \forall \mathbf {v} ,\mathbf {w} \in V}
Due vettori {\displaystyle \mathbf {v} } e {\displaystyle \mathbf {w} } di {\displaystyle V} sono ortogonali per {\displaystyle \phi } se {\displaystyle \phi (\mathbf {v} ,\mathbf {w} )=0}, e il radicale di {\displaystyle \phi } è il sottospazio vettoriale dato dai vettori che sono ortogonali a qualsiasi vettore. Il rango di {\displaystyle \phi } è n meno la dimensione del radicale, mentre un vettore {\displaystyle \mathbf {v} } è isotropo se {\displaystyle \phi (\mathbf {v} ,\mathbf {v} )=0}.
Una base ortogonale di {\displaystyle V} rispetto a {\displaystyle \phi } è una base di vettori {\displaystyle \mathbf {v} _{1},\ldots ,\mathbf {v} _{n}} che sono a due a due ortogonali. Si consideri {\displaystyle K=\mathbb {R} } e si definisca la segnatura della base come la terna {\displaystyle (i_{+},i_{-},i_{0})} di interi, dove:
- {\displaystyle i_{+}} è il numero di vettori {\displaystyle \mathbf {v} _{i}} della base per cui {\displaystyle \phi (\mathbf {v} _{i},\mathbf {v} _{i})>0}.
- {\displaystyle i_{-}} è il numero di vettori {\displaystyle \mathbf {v} _{i}} della base per cui {\displaystyle \phi (\mathbf {v} _{i},\mathbf {v} _{i})<0}.
- {\displaystyle i_{0}} è il numero di vettori {\displaystyle \mathbf {v} _{i}} della base per cui {\displaystyle \phi (\mathbf {v} _{i},\mathbf {v} _{i})=0}.

Una tale definizione non avrebbe senso per {\displaystyle K=\mathbb {C} }, perché {\displaystyle \mathbb {C} } non ha un ordinamento naturale.

### Enunciato
Esistono due versioni del teorema di Sylvester: una per il campo reale, e una per quello complesso.
Il teorema di Sylvester reale afferma che se {\displaystyle \phi } è un prodotto scalare sullo spazio vettoriale reale {\displaystyle V} di dimensione n, allora:
- Esiste una base ortogonale di {\displaystyle V} per {\displaystyle \phi }.
- Due basi ortogonali per {\displaystyle V} hanno la stessa segnatura, che dipende quindi solo da {\displaystyle \phi }.
- Due prodotti scalari con la stessa segnatura sono congruenti.

La segnatura è quindi un invariante completo per l'isometria (congruenza): due spazi vettoriali reali con prodotto scalare sono isometrici (congruenti) se e solo se hanno la stessa segnatura.
La versione complessa afferma che se {\displaystyle \phi } è un prodotto scalare sullo spazio vettoriale complesso {\displaystyle V} di dimensione n, allora: 
- Esiste una base ortogonale di {\displaystyle V} per {\displaystyle \phi }.
- Due basi ortogonali per {\displaystyle V} contengono lo stesso numero di vettori isotropi, pari alla dimensione del radicale, che dipende quindi solo da {\displaystyle \phi }.
- Due prodotti scalari con lo stesso rango sono congruenti.

Nel caso complesso il rango è pertanto un invariante completo per l'isometria (congruenza).